# Jesus He Knows Me
Singles de Genesis
Hold on My Heart
(1992) Never a Time
(1992)
Pistes de We Can't Dance
No Son of Mine Driving the Last Spike
Jesus He Knows Me est une chanson du groupe Genesis extraite de l'album We Can't Dance (1991). Deuxième chanson de l'album, c'est le 4e single à en être extrait.
La chanson est une satire du télévangélisme, sortie à une époque où plusieurs télévangélistes tels que Jimmy Swaggart et Jim Bakker étaient sous enquête pour avoir faussement promis un succès financier ou la guérison complète et miraculeuse à leurs auditeurs, à condition de leur envoyer de gros montants d'argent.

## Contexte
Avant l'écriture des paroles, le titre de la chanson était Do The New Thing, peut-être une allusion aux notes d'ouverture de Tony Banks au clavier, répétées dans le pont. Selon Genesis: No Admittance, le documentaire sur les coulisses de la préparation de l'album, les premières paroles que Phil Collins a écrites spontanément étaient la réplique « Jésus, il me connaît, et il sait que j'ai raison ». Le fait de continuer sur cette lancée l'a amené logiquement à l'idée des chrétiens maniaques ou fanatiques qui croient être « en contact » avec le Tout-Puissant, et la meilleure incarnation de cette idée était les télévangélistes, dont beaucoup financent leur style de vie somptuaire en extorquant aux croyants des dons de charité. Tony Banks a fait le commentaire que la chanson lui plaît, mais qu'elle est un peu plus cynique que le style habituel de parolier de Collins.

## Clip musical
La vidéo présente le chanteur Phil Collins comme un télévangéliste sans scrupules qui vit dans le luxe grâce aux dons des téléspectateurs. Collins a admis qu'il parodiait spécifiquement Ernest Angley (en) dans la vidéo. Selon Collins dans l'émission comique  Room 101 (en) de la BBC, Angley a été flatté par la parodie et ne s'est pas rendu compte qu'elle décriait ses activités. Le monologue d'ouverture, qui a l'air d'une histoire imaginée pour le clip vidéo, est en fait basé sur une histoire qu'Angley a réellement racontée plus tôt dans sa carrière, et à nouveau en 2013. La vidéo comique présente aussi d'autres membres du groupe, le claviériste Tony Banks et le guitariste Mike Rutherford, comme des partenaires évangéliques. Collins, vêtu d'un costume orange, s'efforce de collecter 18 millions de dollars auprès des téléspectateurs d'ici le week-end prochain parce que « le Seigneur le veut ». Dans la dernière minute de la vidéo, l'argent pleut sur le studio de télévision et les machinistes en récoltent auprès de l'audience dans des paniers et des brouettes, jusqu'à atteindre 18 000 000 $. Pendant le fondu à la fin de la chanson, Collins continue de prêcher avant d'être traîné hors du studio par Rutherford et Banks, dans une allusion à la fin du clip de I Can't Dance.
Vers 1´40´´ dans la vidéo, on voit des gens avec une pancarte « Genèse 3:25 », faisant allusion au fait que le groupe a eu  3 membres la plupart du temps et existait depuis 25 ans à cette époque. La pancarte a l'air d'une référence biblique, mais le chapitre 3 de la Genèse ne contient que 24 versets.
Dans la version originale de la vidéo, le « numéro gratuit » mentionné dans les paroles est le 1-555-GEN-ESIS. Il est caché par une barre dans les éditions ultérieures de la vidéo. (L'indicatif régional 555 ne préfixe en fait aucun numéro de téléphone gratuit connu.)
Tout au long du clip, Collins apparaît sur les couvertures de magazines religieux fictifs dont les titres évoquent des publications réelles, telles que « Spirit Illustrated » (pour Sports Illustrated), « Rolling Souls » (pour Rolling Stone), « MITE » (un anagramme de TIME) et « God's Housekeeping » (pour Good Housekeeping). 
Aux Brit Awards de 1993, la vidéo a été nommée comme candidate à la vidéo britannique de l'année.
Dans la version du clip diffusée sur la chaîne YouTube officielle de Genesis, le mixage de la chanson est celui de l'album, sans les monologues de prédication de Collins, et la vidéo se termine en même temps que la chanson. Des images différentes apparaissent lorsque Collins chante « Mais elle ne sait pas pour ma petite amie / Ou l'homme que j'ai rencontré hier soir / Dieu prendra bien soin de vous/ Si vous faites ce que je dis, pas ce que je fais ». La scène avec 1-555-GEN-ESIS est conservée sans modification.

## Musiciens
- Phil Collins : chant, chœurs, batterie
- Tony Banks : claviers
- Mike Rutherford : guitare, basse.

## Classements
| Classement                             | Meilleure position |
| -------------------------------------- | ------------------ |
| Allemagne (Media Control AG)           | 13                 |
| Autriche (Ö3 Austria Top 40)           | 26                 |
| Belgique (Flandre Ultratop 50 Singles) | 18                 |
| États-Unis (Hot 100)                   | 23                 |
| France (SNEP)                          | 27                 |
| Nouvelle-Zélande (RMNZ)                | 35                 |
| Pays-Bas (Nederlandse Top 40)          | 18                 |
| Royaume-Uni (UK Singles Chart)         | 20                 |
| Suède (Sverigetopplistan)              | 38                 |

## Apparition dans la culture populaire
Cette chanson est utilisée dans Le Huitième Jour (film de 1996)[réf. nécessaire].
L'humoriste québécois François Pérusse utilise cette musique à titre explicatif dans son sketch "La Musique Japonaise"

## Reprises
Ray Wilson, qui avait remplacé Phil Collins comme chanteur de Genesis entre 1998 et 1999, reprend la chanson sur ses albums Genesis Klassik (2009), Stiltskin Vs.Genesis (2011) et Genesis Classic (Live In Poznan) (2011).
Le tribute band allemand Still Collins, formé en 1995, incorpore régulièrement la chanson dans son répertoire de concert, terminant parfois le titre par le solo de guitare de Highway Star de Deep Purple. Elle figure également sur son album The Genesis Live Special (2012).
En 2023, à l'occasion de Pâques, le groupe Ghost dévoile une reprise dans le cadre de son nouvel EP Phantomime.